# Georg Fuchs (General)

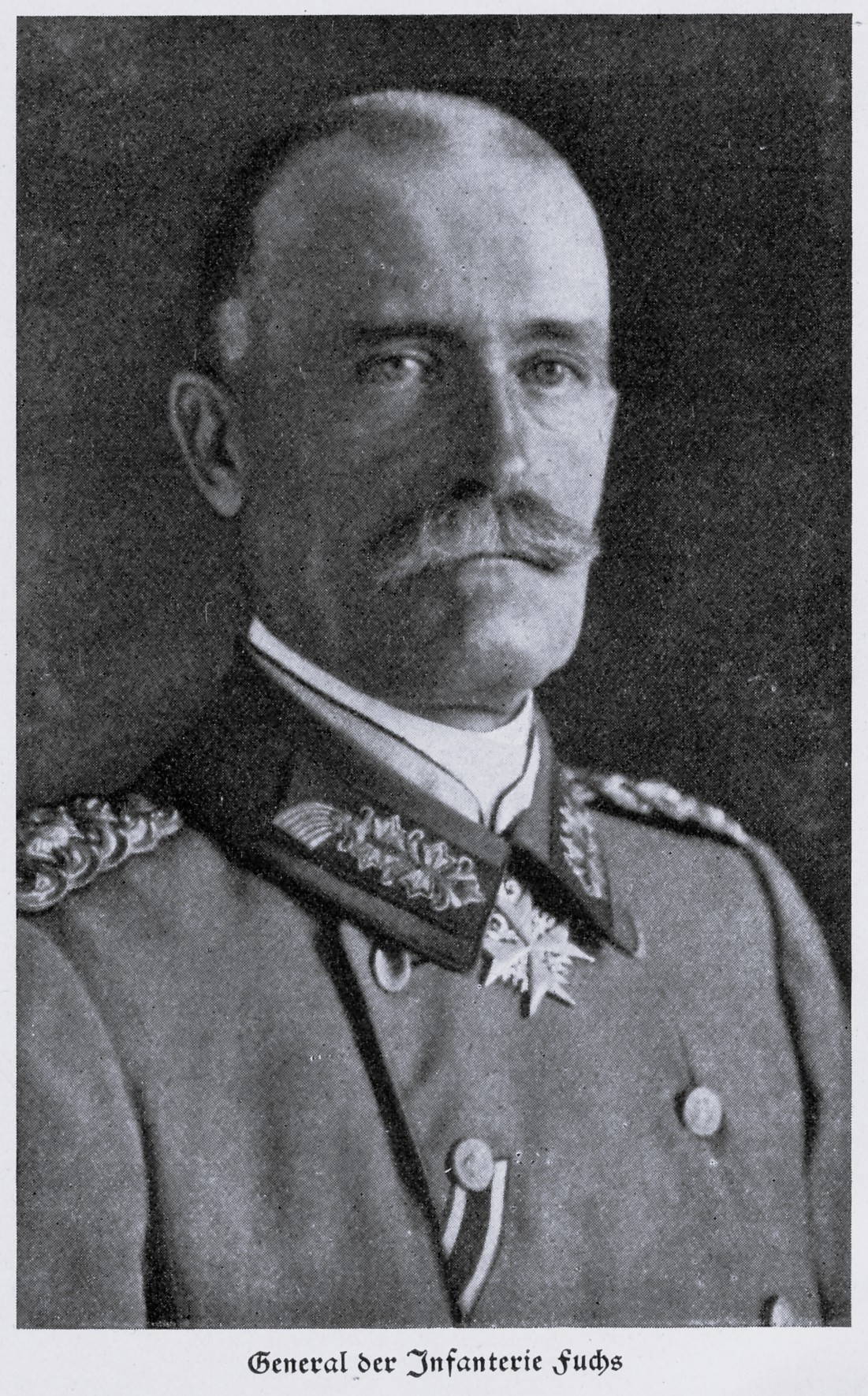
General der Infanterie Georg Fuchs

Georg Fuchs (* 25. Dezember 1856 in Danzig; † 30. September 1939 in Münster) war ein preußischer General der Infanterie.

## Leben
Fuchs trat nach seinem Abitur am 13. April 1877 als Fahnenjunker in das Füsilier-Regiment „Graf Roon“ (Ostpreußisches) Nr. 33 der Preußischen Armee ein und erhielt am 11. Februar 1879 sein Patent als Sekondeleutnant. Ab 1885 besuchte er für drei Jahre die Kriegsakademie und wurde 1888 zum Premierleutnant befördert. Als solcher kam er 1890 zum Großen Generalstab. Als Hauptmann führte er ab 1894 eine Kompanie im Magdeburgischen Füsilier-Regiment Nr. 36 in Halle (Saale). 1898 zum Major befördert, unterrichtete er anschließend für zwei Jahre an der Kriegsakademie. Es schlossen sich Verwendungen im Generalstabsdienst und als Bataillonskommandeur an, bevor er 1905 als Oberstleutnant Chef des Stabes des IX. Armeekorps in Altona wurde.
Als Oberst führte er ab 1907 das 4. Unter-Elsässische Infanterie-Regiment Nr. 143 in Straßburg, nach der Beförderung zum Generalmajor im April 1911 die 20. Infanterie-Brigade in Posen. Im Februar 1914 wurde ihm unter gleichzeitiger Beförderung zum Generalleutnant das Kommando der 16. Division in Trier übertragen.

### Erster Weltkrieg
Mit diesem beauftragte man ihn zu Beginn des Ersten Weltkriegs am 2. August 1914 mit der Besetzung des Großherzogtums Luxemburg. Danach kämpfte er im Verband des VIII. Armee-Korps in der Schlacht bei Neufchâteau. Ende August 1916 wurde er zum Kommandierenden General des X. Reserve-Korps bei der Maasgruppe West. Ende Oktober 1916 wechselte er als Kommandierender General zum XIV. Reserve-Korps, das Mitte November während der Schlacht an der Ancre (Schlacht an der Somme) im Hauptangriffsfeld der britischen 5. Armee lag.
Ab März 1917 übernahm er den Oberbefehl über die Armeeabteilung C zwischen Maas und Mosel. Nach der Offensive der 1. US-Armee musste er während der Schlacht von St. Mihiel Mitte September 1918 den großen Frontvorsprung östlich von Verdun aufgeben.
Nach dem Waffenstillstand wurde Fuchs im Dezember 1918 zusätzlich die Führung der 5. Armee übertragen. Im Januar 1919 wurde er zur Disposition gestellt und am 6. Oktober 1919 unter Verleihung des Charakters als General der Infanterie aus dem aktiven Dienst verabschiedet.

## Auszeichnungen
- Roter Adlerorden II. Klasse mit Eichenlaub[2]
- Kronenorden II. Klasse mit Stern[2]
- Preußisches Dienstauszeichnungskreuz[2]
- Ritterkreuz I. Klasse des Ordens vom Zähriger Löwen[2]
- Komtur des Greifenordens[2]
- Ehrenoffizierskreuz des Oldenburgischen Haus- und Verdienstordens des Herzogs Peter Friedrich Ludwig[2]
- Reußisches Ehrenkreuz II. Klasse[2]
- Komtur des Franz-Joseph-Ordens[2]
- Eisernes Kreuz II. und I. Klasse
- Pour le Mérite am 22. August 1917